# Beat Schwerzmann
Beat Schwerzmann (ur. 28 kwietnia 1966) – szwajcarski wioślarz. Srebrny medalista olimpijski z Seulu.
Zawody w 1988 były jego pierwszymi igrzyskami olimpijskimi. W 1988 zajął drugie miejsce w dwójce podwójnej, zwyciężyli Holendrzy Ronald Florijn i Nico Rienks. Partnerował mu Ueli Bodenmann. W czwórce podwójnej był wicemistrzem świata w 1990 i zajął czwarte miejsce na igrzyskach w 1992.
Jego żona, Niemka Inge Althoff-Schwerzmann, także była wioślarką i medalistką olimpijską.